# Форнели (Салерно)
Форнели је насеље у Италији у округу Салерно, региону Кампанија.
Према процени из 2011. у насељу је живело 85 становника. Насеље се налази на надморској висини од 255 м.